# Apeiba tibourbou

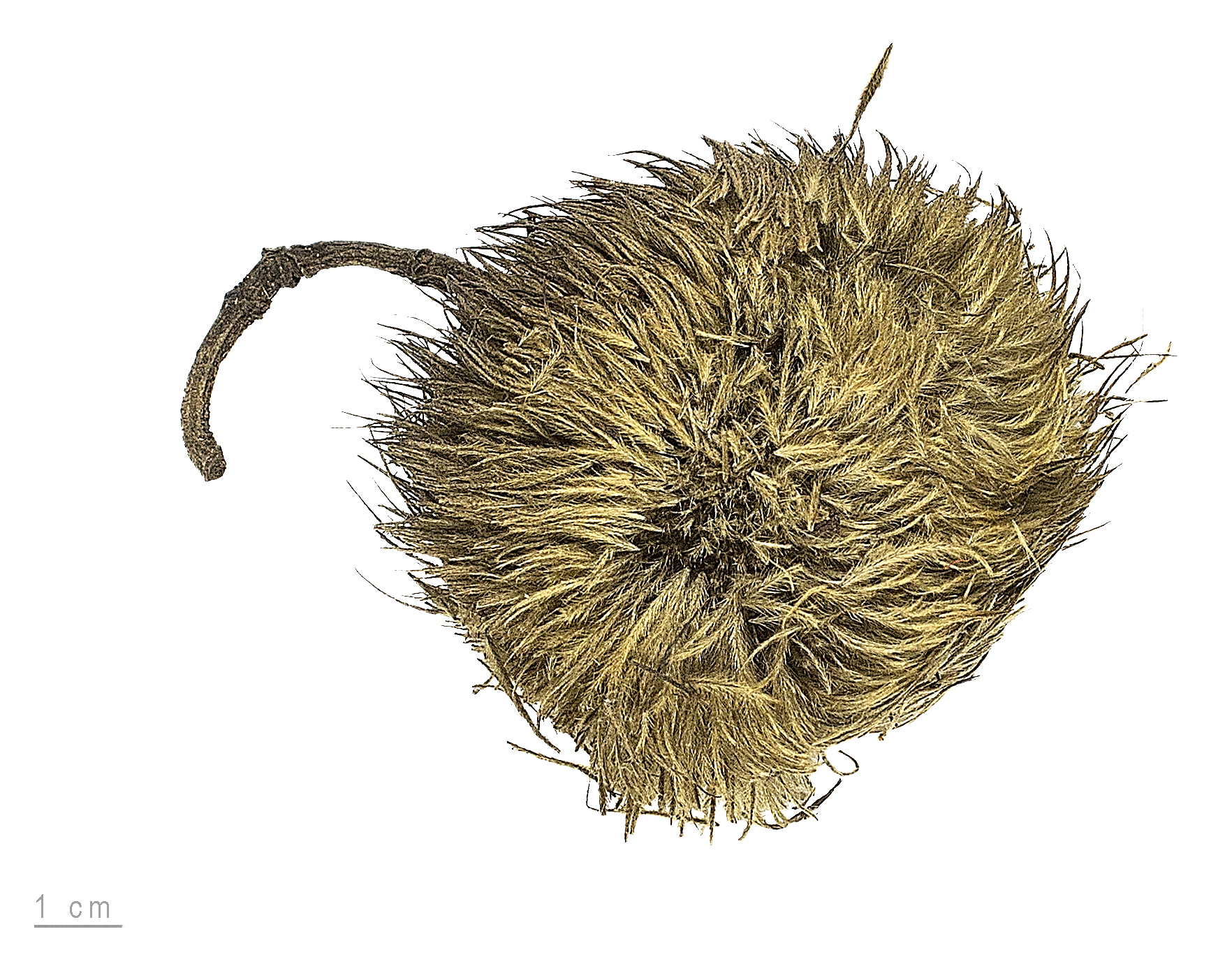
Apeiba tibourbou

Apeiba tibourbou är en malvaväxtart som beskrevs av Jean Baptiste Christophe Fusée Aublet. Apeiba tibourbou ingår i släktet Apeiba och familjen malvaväxter. Inga underarter finns listade i Catalogue of Life.